# Diasson
Diasson connue également sous le nom Diasso est une localité située dans le Sud de la Côte d'Ivoire, et appartenant au département d'Adzopé, dans la Région de l'Agnéby. La localité de Diasson est un chef-lieu de commune. Le périmètre de la commune de Diasson englobe dans ses limites les villages de Bassadzin, Diasson, Nyan et les campements qui leur sont rattachés.
Plusieurs autres localités de différentes tailles sont également proches de Diasson : les communes d'Assikoi (16,3 km) et de Biasso (23,2 km) ; les localités d'Adokoi (11,4 km), Anapé (17,2 km), Massandji (19,7 km) et Apiadji (24 km).
La région est parcourue par de nombreux ruisseaux plus ou moins permanents dont les plus importants sont : Amabousso (13,1 km), Sonan (13,5 km), Mbambasso (15 km), Akobié (15,8 km), Moto (15,9 km), Besso (17,2 km), Mbat (19,6 km), Bamé (23,5 km) et Bogbo (26 km).
Les moyennes et grandes villes voisines de la commune de Diasso sont : Adzopé, Agboville et Rubino. L'aéroport, le plus proche est celui d'Abidjan, situé à 148 km.